# The Phenix City Story
The Phenix City Story (conocida en español como El imperio del terror en España y Ciudad del vicio en Argentina) es una película policial de cine negro estadounidense de 1955 dirigida por Phil Karlson para Allied Artists, escrita por Daniel Mainwaring y Crane Wilbur y protagonizada por John McIntire, Richard Kiley y Kathryn Grant. Tuvo un triple estreno celebrado el 19 de julio de 1955 en Phenix City, Alabama, Columbus, Georgia y Chicago, Illinois.

## Argumento
En una ciudad corrupta de Alabama cerca del Fort Benning del ejército, la ley poco puede hacer para detener las actividades criminales de Rhett Tanner, particularmente en el área abierta del «distrito rojo» conocida por la prostitución, las tabernas y los juegos de azar. La mayoría de los policías ni siquiera lo intentan detener estos ilícitos, ya que están en la nómina de Tanner.
Se insta al abogado local Albert «Pat» Patterson, inicialmente neutral y complaciente, a postularse para fiscal general estatal y limpiar Phenix City, pero no quiere formar parte de un trabajo ingrato e imposible. Está contento de darle la bienvenida de vuelta a casa a su hijo John, que viene del servicio militar. Sin embargo, pronto estalla la violencia tratando de silenciar al comité de ciudadanos reformista. John queda atrapado en el medio cuando Clem Wilson, un matón que trabaja para Tanner, y otros atacan a ciudadanos inocentes.
Patterson finalmente acepta involucrarse en la reforma de la ciudad, pero tan pronto como gana la nominación demócrata para fiscal general del estado, lo matan. Depende de John vengar a su padre, pero su propia familia acaba en peligro.

## Reparto
- John McIntire como Albert Patterson.
- Richard Kiley como John Patterson.
- Kathryn Grant como Ellie Rhodes.
- Edward Andrews como Rhett Tanner.
- James Edwards como Zeke Ward.
- Lenka Peterson como Mary Jo Patterson.
- Biff McGuire como Fred Gage.
- Truman Smith como Ed Gage.
- Jean Carson como Cassie.
- Kathy Marlowe como Mamie.
- John Larch como Clem Wilson.
- Allen Nourse como Jeb Bassett.
- Helen Martin como Helen Ward.
- Otto Hulett como Hugh A. Bentley.
- George Mitchell como Hugh Britton.
- Ma Beachie como ella misma.
- Meg Myles como la cantante del Poppy Club.

## Producción

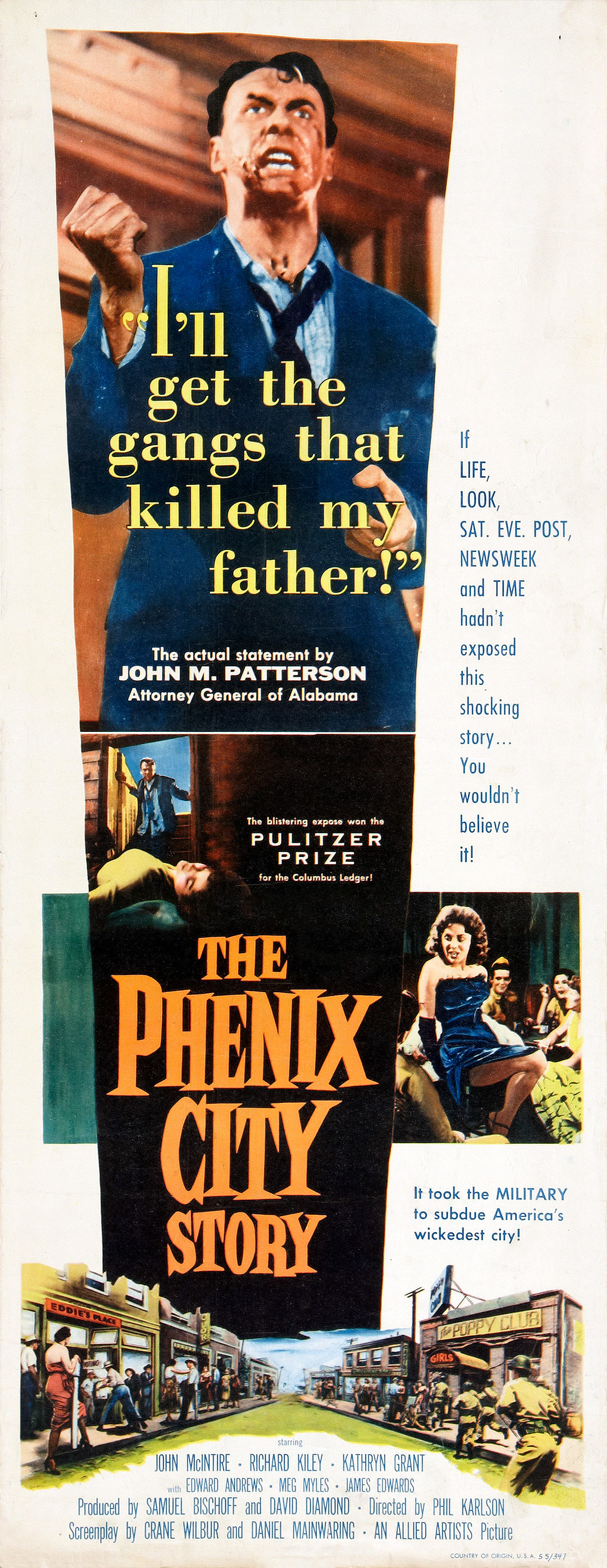
Cartel alternativo de la película.

La película describe el asesinato en la vida real en 1954 de Albert Patterson, quien acababa de ser nominado como candidato demócrata a fiscal general de Alabama en una plataforma para limpiar Phenix City, una ciudad controlada por el crimen organizado. Patterson fue asesinado en Phenix City y la protesta posterior resultó en la imposición de la ley marcial por parte del gobierno estatal. Algunas copias de la película incluyen un prefacio estilo noticiero de 13 minutos que incluye al periodista Clete Roberts entrevistando a muchos de los participantes reales.

## Recepción
Cuando la película se estrenó en 1955, Bosley Crowther, crítico de cine de The New York Times, le dio una crítica positiva y escribió: «En un estilo de documentación dramática que es tan nítido y seguro como el de On the Waterfront --o, para una comparación más apropiada, la de la memorable All the King's Men-- los guionistas Crane Wilbur y Dan Mainwaring y el director Phil Karlson exponen el tejido crudo de la corrupción y el terrorismo en una ciudad estadounidense impregnada de vicio. La búsqueda vislumbra las astutas artimañas de los hombres malvados, la insensibilidad y la bajeza de sus títeres y el temor y el silencio de los ciudadanos locales. Y, a través de una serie de excelentes actuaciones, coronadas por la de John McIntyre como el cruzado finalmente mártir, muestran el tendón y el hueso de los que luchan por las cosas decentes».
El crítico de cine Bruce Eder escribió: «Una de las películas policiales más violentas y realistas de la década de 1950, The Phenix City Story pulsa con la energía tonificante de la vida real capturada en la pantalla en sus tomas iniciales y escenas clave, y puntúa ese fondo con explosivamente filmó escenas de acción. El director Phil Karlson demostró lo bueno que era fusionando dramas cinematográficos bien contados con una vívida verosimilitud y sin dejar costuras que mostraran dónde se unían. Filmada en locaciones de Alabama con una apariencia de documental, la película capturó el ambiente y el tenor de su ambientación en el Sur profundo mejor que casi cualquier otra película basada en hechos de su época».

## Legado
En 2019, la película fue seleccionada por la Biblioteca del Congreso para su conservación en el National Film Registry por ser «cultural, histórica o estéticamente significativa».

### En otros medios
También apareció en el documental de 1995 A Personal Journey with Martin Scorsese Through American Movies.

## Medios domésticos
Warner Bros. lanzó la película en DVD el 13 de julio de 2010, en su Film Noir Classic Collection, Vol. 5.

## Lectura adicional
- Strickland, Edwin; Wortsman, Gene (1955). Phenix City. Birmingham, Alabama: Vulcan Press. ISBN 978-5-88019-766-8.
- Barnes, Margaret Anne (1998). The Tragedy and the Triumph of Phenix City, Alabama. Macon, Georgia: Mercer University Press. ISBN 978-0-86554-613-4.